# Penha Garcia
Penha Garcia es una freguesia portuguesa del concelho de Idanha-a-Nova, con 128,57 km² de superficie y  928 habitantes (2001). Su densidad de población es de 7,2 hab/km².

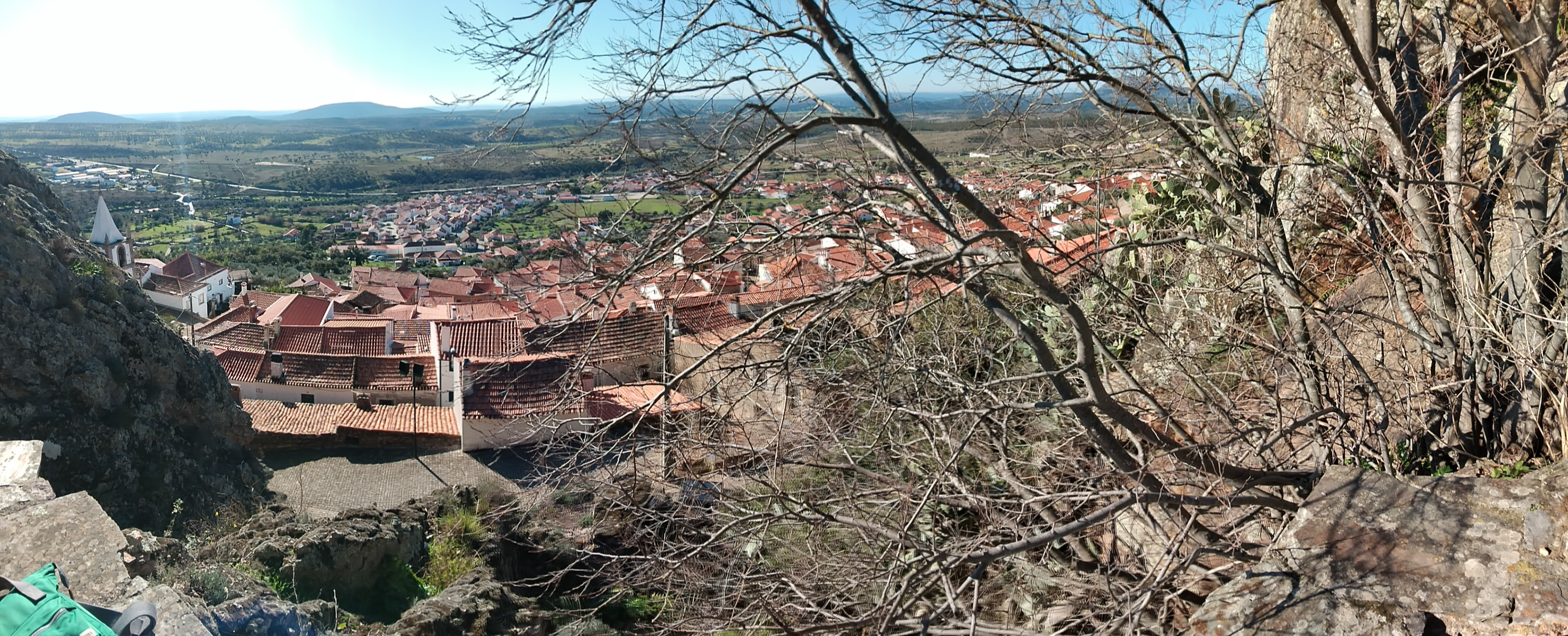
Peña García. Portugal. Enero 2025